# لوني (إيطاليا)
لوني هي بلدية في مقاطعة لا سبيتسيا، في أقصى شرق منطقة لغرية في شمال إيطاليا. أسسها الرومان باسم لونا. أعطت اسمها لونيجيانا، وهي منطقة تمتد شرق لغرية وشمال تسكانة ( مقاطعة ماسا كارارا).

## الروابط الخارجية
- "Comune di Luni". comune.luni.sp.it (official site) (بالإيطالية). Archived from the original on 2024-06-15.
- "Luni National Archaeological Museum". luni.beniculturali.it (official site) (بالإيطالية). Archived from the original on 2023-12-02.